# Frankfurt-Frankfurter Berg (stacja kolejowa)
Frankfurt-Frankfurter Berg (niem: Bahnhof Frankfurt-Frankfurter Berg) – stacja kolejowa ww Frankfurcie nad Menem, w kraju związkowym Hesja, w Niemczech. Znajduje się na Main-Weser-Bahn. Według klasyfikacji Deutsche Bahn posiada kategorię 4. Stacja składa się z 2 peronów połączonych przejściem podziemnym.

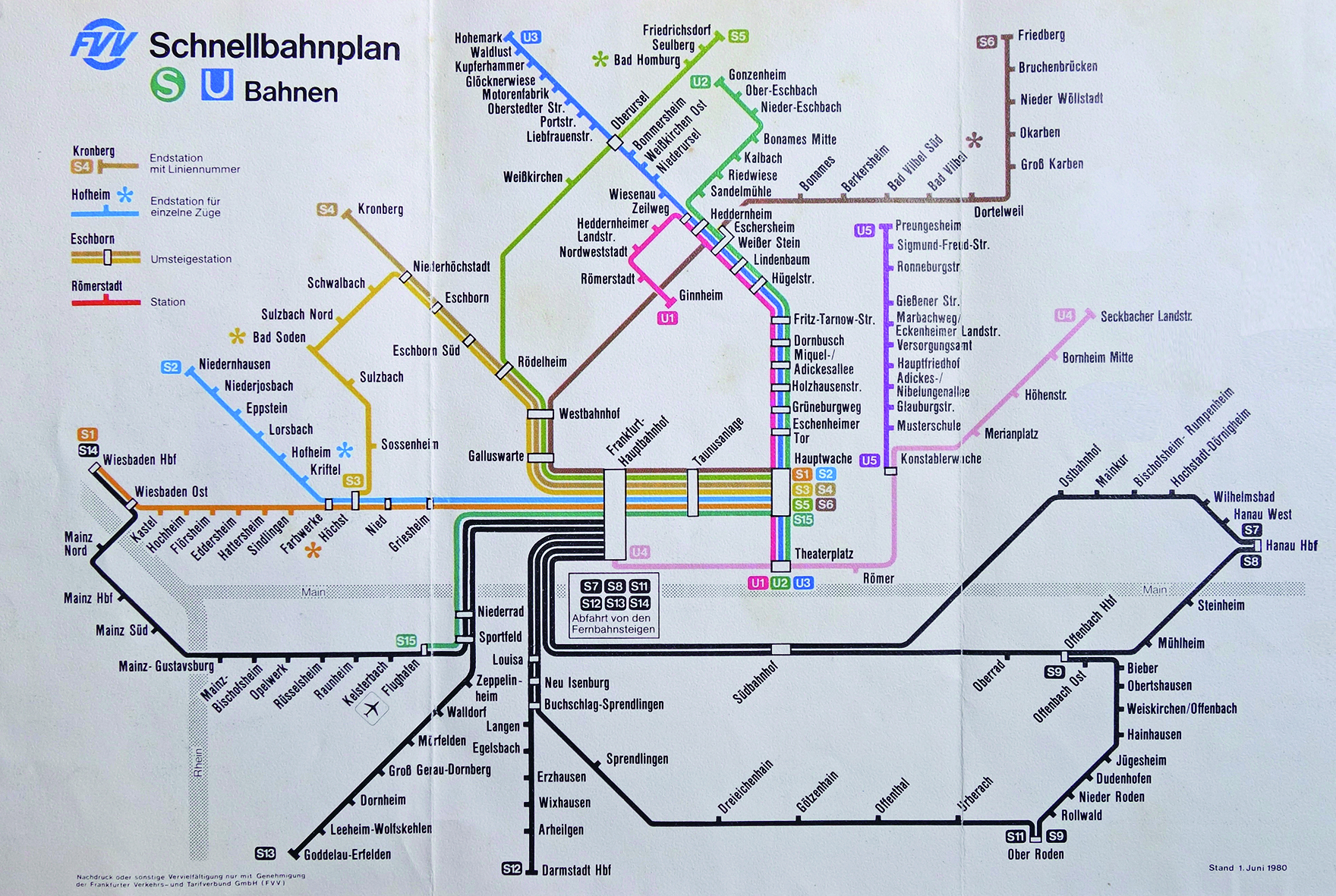
Stacja Frankfurter Berg jako stacja Bonames na ulotce FVV z 1980 roku (w prawym górnym rogu)

Stacja została zbudowana we wsi Bonames. Budynek dworca został zbudowany w 1911/14. Jest to budynek neobarokowy i jest zabytkiem obiektem zabytkowym. Stacja jest obsługiwana przez linię S6 S-Bahn Ren-Men.